# Smržovice
Smržovice jsou vesnice, místní část města Kdyně v okrese Domažlice v Plzeňském kraji. Nachází se asi 5,5 kilometru jihovýchodně od Kdyně. Smržovice jsou také název katastrálního území o rozloze 2,74 km². V katastrálním území Smržovice leží i Modlín a Nové Chalupy.

## Historie
První písemná zmínka o Smržovicích pochází z roku 1379. Z písemných dokumentů je dotvrzeno, že v roce 1459 patřila celá ves Janu staršímu ze Smržovic a po něm jeho synu Janu mladšímu ze Smržovic, který zemřel v roce 1483, kdy došlo ke sporům o tento dvůr, což je dochováno v příslušném zápise. Někdy poté byly připojeny k panství Rýzmberk. Sídlem šlechty se staly opět  od poloviny 16. století za vladyků Příchovských z Příchovic, kteří zde sídlili do roku 1721. Postavil zde malý zámeček, dnes zbořený. Stával v areálu dvora, v místě usedlostí čp. 14 a 29.
Kdyňský okres zabíral kdysi části čtyř rozlehlých panství a to: Koutsko-Trhanovské, Bystřicko-Hohenzollerské, Chudenické a Domažlické. Správní okres Kdyně pojímal jen území menších panství a statků jako Všeruby, Loučim, Běhařov, Libkov, Smržovice, Miletice, Dlažice, Spůle, Kanice a Radonice. Smržovický dvůr patřil panství Bystřickému, ale několik usedlíků bylo přiděleno robotou do Kouta. Ostatní byli přiděleni do Běhařova, což patřilo panství Bystřickému.
V úbočí Zadního kopce byl otevřen kamenolom, který zásoboval štěrkem okolní kraj. Dnes je činnost pozastavena. Ve Smržovicích je koupaliště a hospoda.

## Obyvatelstvo
| Rok            | 1869 | 1880 | 1890 | 1900 | 1910 | 1921 | 1930 | 1950 | 1961 | 1970 | 1980 | 1991 | 2001 | 2011 | 2021 |
| -------------- | ---- | ---- | ---- | ---- | ---- | ---- | ---- | ---- | ---- | ---- | ---- | ---- | ---- | ---- | ---- |
| Počet obyvatel | 249  | 218  | 208  | 176  | 168  | 175  | 175  | 140  | 137  | 106  | 75   | 58   | 66   | 79   | 72   |
| Počet domů     | 28   | 30   | 30   | 29   | 29   | 29   | 35   | 37   | 40   | 33   | 26   | 25   | 26   | 32   | 35   |

## Obecní správa
Při sčítání lidu v letech 1850–1980 Smržovice byly samostatnou obcí v okrese Domažlice. Od 1. července 1980 je částí města Kdyně v okrese Domažlice. V letech 1850–1980 k obci patřily Modlín a Nové Chalupy.